# Liste der Kulturgüter in Münsingen
Die Liste der Kulturgüter in Münsingen enthält alle Objekte in der Gemeinde Münsingen im Kanton Bern, die gemäss der Haager Konvention zum Schutz von Kulturgut bei bewaffneten Konflikten, dem Bundesgesetz vom 20. Juni 2014 über den Schutz der Kulturgüter bei bewaffneten Konflikten sowie der Verordnung vom 29. Oktober 2014 über den Schutz der Kulturgüter bei bewaffneten Konflikten unter Schutz stehen.
Objekte der Kategorien A und B sind vollständig in der Liste enthalten, Objekte der Kategorie C fehlen zurzeit (Stand: 23. März 2024). Unter übrige Baudenkmäler sind geschützte Objekte zu finden, die im Bauinventar des Kantons Bern als «schützenswert» verzeichnet sind.

## Kulturgüter
| Foto |                                                                                  | Objekt                                                | Kat. | Typ | Standort                                          | Beschreibung |
| ---- | -------------------------------------------------------------------------------- | ----------------------------------------------------- | ---- | --- | ------------------------------------------------- | --- |
| ja   | Datei hochladen · Wikidata zu Pfarrhaus (Q19362665)                              | Pfarrhaus KGS-Nr.: 01093                              | A    | G   | Pfarrstutz 1 609246 / 191982                      | Das 1766 erbaute Pfarrhaus geht auf einen aus dem Jahr 1489 stammenden Kernbau zurück. Bedeutender, verputzter dreigeschossiger Massivbau mit einem ungewöhnlich hohen und steilen barocken Vollwalmdach. Die Ecklisenen sowie die Tür- und Fensterleibungen sind in Sandstein ausgeführt. An der Nord- und Ostfassade steht ein eingeschossiger Peristylanbau, nach Westen erstreckt sich ein Ökonomietrakt.                                                                     |
| ja   | Datei hochladen · Wikidata zu Produktions- und Verwaltungsanlage USM (Q19362667) | Produktions- und Verwaltungsanlage USM KGS-Nr.: 09038 | A    | G   | Thunstrasse 53–57 609665 / 190550                 | 1963 von Fritz Haller erbauter Fabrikationsbetrieb nach eigens dafür entwickeltem Baukastensystem, das den Anspruch eines Gebäudes an flexible Erweiterung aussen und Wandlungsfähigkeit im Innern erfüllen soll. Der Flachdachbau Nr. 53 wurde in mehreren Etappen erweitert (1971, 1979, 1987), das Betriebsgebäude Nr. 57 kam 1991 hinzu, der Büropavillon Nr. 55 entstand 1964 als Modul mit halbem Stützenabstand. Auf dem Gelände steht eine Eisenplastik von Oscar Wiggli. |
| ja   | Datei hochladen · Wikidata zu Klinikgebäude Münsingen (Q976078)                  | Klinikgebäude Münsingen KGS-Nr.: 10556                | A    | G   | Hunzigenallee 1–47 608735 / 192154                | In den Jahren 1892 bis 1895 nach Plänen von Paul Adolphe Tièche erbauter Gebäudekomplex des Psychiatriezentrums Münsingen. Ausserordentlich mächtige, symmetrische Dreiflügelanlage in Sichtbackstein mit lebendiger Gliederung der einzelnen Baukörper durch kräftige Risalite und vielgliedriger Dachlandschaft. Der schlossähnliche, dem Historismus verpflichtete Bau besitzt eine 166 m lange, nach Südosten exponierte und reich verzierte Hauptfront.                      |
| ja   | Datei hochladen · Wikidata zu Alte Oele (Q29673572)                              | Alte Oele KGS-Nr.: 01091                              | B    | G   | Mühletalstrasse 28 610666 / 191615                | Ende des 17. Jahrhunderts erbaute Ölmühle am Grabenbach, 1983 renoviert und heute als Museum mit funktionstüchtigen Einrichtungen genutzt. Solider Ständerbau unter geknicktem Viertelwalmdach mit Wohnteil im Nordwesten sowie Ölpresse und vorgelagertem Wasserrad im Südosten. Ein mächtiger, quer angebauter Ökonomieteil von 1810 überragt das ursprüngliche Gebäude. |
| ja   | Datei hochladen · Wikidata zu Gasthof Bären (Q29673585)                          | Gasthof Bären KGS-Nr.: 01092                          | B    | G   | Bernstrasse 26 609365 / 191955                    | Im Kern 1579 erbauter Gasthof mit diversen neueren Um- und Anbauten, gilt als einer der ältesten Gasthöfe des Kantons. Während der Kernbau in Ständerbauweise ausgeführt ist, präsentiert sich der Anbau gegen Süden mit massiven Ausfachungen, die Erweiterungen gegen Osten in Massivbauweise. Zusammengefasst werden die Teile durch ein geknicktes Walmdach aus Biberschwanzziegeln.                                                                                          |
| ja   | Datei hochladen · Wikidata zu Römischer Gutshof (Q29673600)                      | Römischer Gutshof KGS-Nr.: 01094                      | B    | F   | Rossboden 609250 / 191850                         | 1941 wurden Überreste eines römischen Badehauses aus der Zeit um 200 n. Chr. entdeckt, das zu einem grösseren Gutshofes gehörte. Erhalten geblieben ist ein Teil des Mosaikfussbodens des Warm- oder Schwitzbads von je vier Metern Länge und Breite mitsamt Hypokaustum. Die Malereien stellen Fisch und den Kopf der Gottheit Okeanos dar. Hinzu kommen Mauerfragmente des Herrenhauses und der Wirtschaftsgebäude.                                                             |
| ja   | Datei hochladen · Wikidata zu Schloss mit Nebengebäuden (Q15260587)              | Schloss mit Nebengebäuden KGS-Nr.: 01095              | B    | G   | Schlossstrasse 8, 11, 13, 14, 15 609270 / 191580  | Im Kern aus dem 12. Jahrhundert stammendes und 1550 im Auftrag von Hans Franz Nägeli ausgebautes Schloss, heute als Ortsmuseum genutzt. Gross dimensionierter, verputzter Baukomplex mit annähernd halbkreisförmigem Grundriss, unter mächtigem Walmdach. Die ortsbildprägende Anlage steht in markanter, leicht erhöhter Lage auf einer Geländekuppe. |
| ja   | Datei hochladen · Wikidata zu Landsitz Schwandstock (Q29673611)                  | Landsitz Schwandstock KGS-Nr.: 01096                  | B    | G   | Schwand 1 609155 / 193060                         | Das um 1790 erbaute Herrenhaus eines frühneuzeitlichen Gutshofes ist ein breit gelagerter, siebenachsiger Massivbau über zwei gewölbten Kellern, bedeckt mit einem geknickten Vollwalmdach. Die Eingangsfront besteht aus einer toskanischen Kolossalordnung mit inkorporierter Vorhalle, die Gartenfront wird durch Haustein-Risalite und einen Balkon in der Mittelachse ausgezeichnet.                                                                                         |
| BW   | Datei hochladen · Wikidata zu Gehöft mit Nebenbauten (Q111043071)                | Gehöft mit Nebenbauten KGS-Nr.: 16784                 | B    | G   | Trimstein, Dorfstrasse 32, 34, 35 610746 / 194844 | Bauernhaus mit Stöckli und Ofenhaus |

## Übrige Baudenkmäler
Hinweis: Anstelle der KGS-Nummer wird als Objekt-Identifikator (ID) die Grundstücksnummer verwendet.
| ID         | Foto |                                                                             | Objekt                                                        | Typ | Standort                                         | Beschreibung |
| ---------- | ---- | --------------------------------------------------------------------------- | ------------------------------------------------------------- | --- | ------------------------------------------------ | ------------ |
| 5          | BW   | Datei hochladen                                                             | Kapelle der Psychiatrischen Klinik (1892–1895)                | G   | Hunzigenallee 2 608715 / 192174                  |              |
| 5          | BW   | Datei hochladen                                                             | Ehemaliges Ökonomiegebäude (1892–1895)                        | G   | Hunzigenallee 3 608683 / 192212                  |              |
| 5          | BW   | Datei hochladen                                                             | Ehemaliges Ökonomiegebäude (1892–1895)                        | G   | Hunzigenallee 6 608658 / 192237                  |              |
| 5          | ja   | Datei hochladen · Wikidata zu Aufbahrungshalle (1892–1895) (Q132075371)     | Aufbahrungshalle (1892–1895)                                  | G   | Hunzigenallee 10 608579 / 192302                 |              |
| 5          | BW   | Datei hochladen                                                             | Ehemaliges Gärtnerhaus Psychiatrische Klinik (1892–1895)      | G   | Hunzigenallee 11 608598 / 192317                 |              |
| 5          | BW   | Datei hochladen                                                             | Hauptgebäude Psychiatrische Klinik (1892-1895)                | G   | Hunzigenallee 21 608767 / 192179                 |              |
| 5          | BW   | Datei hochladen                                                             | Hauptgebäude Psychiatrische Klinik (1892-1895)                | G   | Hunzigenallee 22 608789 / 192200                 |              |
| 5          | BW   | Datei hochladen                                                             | Zwei Gartenhallen Psychiatrische Klinik (1892–1895)           | G   | Hunzigenallee 22a, 42a 608808 / 192241           |              |
| 5          | BW   | Datei hochladen                                                             | Vier Toilettenhäuschen Psychiatrische Klinik (1892–1895)      | G   | Hunzigenallee 22b 608820 / 192256                |              |
| 5          | BW   | Datei hochladen                                                             | Hauptgebäude Psychiatrische Klinik (1892-1895)                | G   | Hunzigenallee 23 608775 / 192216                 |              |
| 5          | BW   | Datei hochladen                                                             | Hauptgebäude Psychiatrische Klinik (1892-1895)                | G   | Hunzigenallee 24 608746 / 192246                 |              |
| 5          | BW   | Datei hochladen                                                             | Patientenhäuser / Pavillons Psychiatrische Klinik (1892–1895) | G   | Hunzigenallee 25 608720 / 192293                 |              |
| 5          | BW   | Datei hochladen                                                             | 4 Toilettenhäuschen Psychiatrische Klinik (1892–1895)         | G   | Hunzigenallee 25b 608763 / 192320                |              |
| 5          | BW   | Datei hochladen                                                             | Zwei Patientenhäuser Psychiatrische Klinik (1892–1895)        | G   | Hunzigenallee 26, 46 608659 / 192358             |              |
| 5          | BW   | Datei hochladen                                                             | Zwei Patientenhäuser Psychiatrische Klinik (1892–1895)        | G   | Hunzigenallee 27 608682 / 192379                 |              |
| 5          | BW   | Datei hochladen                                                             | zwei Patientenhäuser Psychiatrische Klinik (1892–1895)        | G   | Hunzigenallee 31, 51 608876 / 192202             |              |
| 5          | BW   | Datei hochladen                                                             | Kegelbahn Psychiatrische Klinik (1892–1895)                   | G   | Hunzigenallee 32 608854 / 192223                 |              |
| 5          | BW   | Datei hochladen                                                             | Hauptgebäude Psychiatrische Klinik (1892-1895)                | G   | Hunzigenallee 41 608708 / 192124                 |              |
| 5          | BW   | Datei hochladen                                                             | Hauptgebäude Psychiatrische Klinik (1892-1895)                | G   | Hunzigenallee 42 608685 / 192105                 |              |
| 5          | BW   | Datei hochladen                                                             | Vier Toilettenhäuschen Psychiatrische Klinik (1892–1895)      | G   | Hunzigenallee 42b 608627 / 192076                |              |
| 5          | BW   | Datei hochladen                                                             | Hauptgebäude Psychiatrische Klinik (1892-1895)                | G   | Hunzigenallee 43 608670 / 192119                 |              |
| 5          | BW   | Datei hochladen                                                             | Hauptgebäude Psychiatrische Klinik (1892-1895)                | G   | Hunzigenallee 44 608641 / 192151                 |              |
| 5          | BW   | Datei hochladen                                                             | Patientenhäuser / Pavillons Psychiatrische Klinik (1892–1895) | G   | Hunzigenallee 45 608601 / 192179                 |              |
| 5          | BW   | Datei hochladen                                                             | Vier Toilettenhäuschen Psychiatrische Klinik (1892–1895)      | G   | Hunzigenallee 45b 608570 / 192139                |              |
| 5          | BW   | Datei hochladen                                                             | Patientenhäuser / Pavillons Psychiatrische Klinik (1892–1895) | G   | Hunzigenallee 47 608516 / 192225                 |              |
| 5          | BW   | Datei hochladen                                                             | Gartenpavillon Psychiatrische Klinik (1892–1895)              | G   | Hunzigenallee N.N.1 608736 / 192094              |              |
| 5          | BW   | Datei hochladen                                                             | Gartenpavillon (1892–1895)                                    | G   | Hunzigenallee N.N.2 608734 / 192053              |              |
| 5          | BW   | Datei hochladen                                                             | sieben Brunnen (1892–1895)                                    | K   | Psychiatriezentrum N.N.1 – N.N.7 608582 / 192126 |              |
| 5          | BW   | Datei hochladen                                                             | Schopf (1. Hälfte 19. Jh.)                                    | G   | Sägegasse 105a 608199 / 192186                   |              |
| 6          | ja   | Datei hochladen · Wikidata zu Ehemalige Orangerie (1775) (Q132083408)       | Ehemalige Orangerie (1775)                                    | G   | Schlossstrasse 15 609265 / 191516                |              |
| 23         | BW   | Datei hochladen                                                             | Bauernhaus (1836)                                             | G   | Tägertschi, Dorfstrasse 5 610937 / 191379        |              |
| 27         | ja   | Datei hochladen · Wikidata zu Landwirtschaftsschule (1913) (Q6485296)       | Landwirtschaftsschule (1913)                                  | G   | Schwand 2, 3 609039 / 193054                     |              |
| 27         | BW   | Datei hochladen                                                             | Scheune (1760)                                                | G   | Schwand 8 609106 / 193116                        |              |
| 27         | BW   | Datei hochladen                                                             | Wohnhaus (um 1800)                                            | G   | Schwand 13 609151 / 193127                       |              |
| 40         | BW   | Datei hochladen                                                             | Bauernhaus (1834)                                             | G   | Tägertschi, Dorfstrasse 11 611063 / 191542       |              |
| 67         | BW   | Datei hochladen                                                             | Bauernhaus (1897)                                             | G   | Tägertschi, Dorfstrasse 31 611595 / 191680       |              |
| 68         | BW   | Datei hochladen                                                             | Bauernhaus (1885)                                             | G   | Tägertschi, Bahnhofstrasse 31 610854 / 191874    |              |
| 72         | ja   | Datei hochladen · Wikidata zu Reformierte Kirche (Q1734802)                 | Reformierte Kirche (1709)                                     | G   | Bernstrasse 23 609281 / 191943                   |              |
| 72         | ja   | Datei hochladen · Wikidata zu Ehemalige Beinhauskapelle (1475) (Q120752527) | Ehemalige Beinhauskapelle (1475)                              | G   | Bernstrasse 23a 609292 / 191923                  |              |
| 79         | BW   | Datei hochladen                                                             | Bauernhaus (1789)                                             | G   | Tägertschi, Bahnhofstrasse 21 611080 / 191780    |              |
| 83         | BW   | Datei hochladen                                                             | Bauernhaus (1798 oder 1817)                                   | G   | Tägertschi, Wichtrachstrasse 1 611031 / 191432   |              |
| 100        | BW   | Datei hochladen                                                             | Bauernhaus (1733)                                             | G   | Trimstein, Matte 21 610937 / 194705              |              |
| 100        | BW   | Datei hochladen                                                             | Speicher (1584)                                               | G   | Trimstein, Matte 21a 610924 / 194737             |              |
| 102        | ja   | Datei hochladen                                                             | Wohn- und Geschäftshaus (1900)                                | G   | Thunstrasse 8 609429 / 191328                    |              |
| 117        | BW   | Datei hochladen                                                             | Stöckli (1827)                                                | G   | Tägertschi, Dorfstrasse 7 610988 / 191463        |              |
| 129        | BW   | Datei hochladen                                                             | Stöckli (1855)                                                | G   | Trimstein, Dorfstrasse 32 610783 / 194858        |              |
| 163        | BW   | Datei hochladen                                                             | Speicher (1. Hälfte 19. Jh.)                                  | G   | Tägertschi, Dorfstrasse 21a 611253 / 191657      |              |
| 164        | BW   | Datei hochladen                                                             | Bauernhaus (1823)                                             | G   | Trimstein, Kreuz 44 610539 / 194656              |              |
| 176        | BW   | Datei hochladen                                                             | Stöckli (1822)                                                | G   | Tägertschi, Dorfstrasse 20 611151 / 191592       |              |
| 213        | BW   | Datei hochladen                                                             | Bauernhaus (1737)                                             | G   | Tägertschi, Aemligenstrasse 25 612106 / 191664   |              |
| 213        | BW   | Datei hochladen                                                             | Speicher (1739)                                               | G   | Tägertschi, Aemligenstrasse 25b 612060 / 191653  |              |
| 221        | BW   | Datei hochladen                                                             | Speicher (2. Viertel 19. Jh.)                                 | G   | Tägertschi, Aemligenstrasse 21e 612035 / 191579  |              |
| 229        | BW   | Datei hochladen                                                             | Stöckli (um 1800)                                             | G   | Tägertschi, Aemligenstrasse 20 612106 / 191607   |              |
| 229        | BW   | Datei hochladen                                                             | Speicher (um 1700)                                            | G   | Tägertschi, Aemligenstrasse 20b 612122 / 191564  |              |
| 285        | BW   | Datei hochladen                                                             | Speicher (1754)                                               | G   | Trimstein, Eichi 51a 610147 / 194284             |              |
| 291        | BW   | Datei hochladen                                                             | Ehemaliges Bauernhaus (1697)                                  | G   | Trimstein, Dorfstrasse 20 610901 / 194805        |              |
| 296        | ja   | Datei hochladen                                                             | Burkhard-Haus (um 1600)                                       | G   | Mühletalstrasse 21 610090 / 191846               |              |
| 296        | BW   | Datei hochladen                                                             | Speicher (1690)                                               | G   | Trimstein, Eichi 50b 610139 / 194125             |              |
| 298        | BW   | Datei hochladen                                                             | Stöckli (1807)                                                | G   | Trimstein, Eichi 50c 610181 / 194177             |              |
| 316        | ja   | Datei hochladen                                                             | Gasthof Löwen (1. Drittel 18. Jh.)                            | G   | Bernstrasse 28 609319 / 191995                   |              |
| 317        | BW   | Datei hochladen                                                             | Bauernhaus (1868)                                             | G   | Trimstein, Steinacker 52 610012 / 194469         |              |
| 329        | BW   | Datei hochladen                                                             | Wohnstock (1836)                                              | G   | Bernstrasse 16 609399 / 191866                   |              |
| 347        | BW   | Datei hochladen                                                             | Wohnstock mit Gerberei (1824)                                 | G   | Uelisbrunnen 15 610557 / 191934                  |              |
| 388        | ja   | Datei hochladen                                                             | Wohn- und Geschäftshaus (1900)                                | G   | Dorfplatz 4 609443 / 191533                      |              |
| 402        | BW   | Datei hochladen                                                             | Wohnhaus (1878)                                               | G   | Trimstein, Dorfstrasse 16 610906 / 194928        |              |
| 454        | BW   | Datei hochladen                                                             | Bauernhaus (um 1800)                                          | G   | Bernstrasse 6 609420 / 191737                    |              |
| 454        | BW   | Datei hochladen                                                             | Stöckli (1826)                                                | G   | Mittelweg 1 609456 / 191740                      |              |
| 493        | BW   | Datei hochladen                                                             | Wohnhaus (um 1800)                                            | G   | Bernstrasse 10 609404 / 191795                   |              |
| 517        | BW   | Datei hochladen                                                             | Wohnstock zum Gasthof Bären (um 1800)                         | G   | Bernstrasse 24 609374 / 191945                   |              |
| 527        | BW   | Datei hochladen                                                             | Wohnhaus (1924)                                               | G   | Luchliweg 4 609400 / 192185                      |              |
| 555        | BW   | Datei hochladen                                                             | Stöckli (1808)                                                | G   | Trimstein, Eichi 49a 610149 / 193737             |              |
| 559        | BW   | Datei hochladen                                                             | Wohnstock (4. Viertel 18. Jh.)                                | G   | Bernstrasse 13 609366 / 191831                   |              |
| 581        | BW   | Datei hochladen                                                             | Wohn- und Geschäftshaus (1904)                                | G   | Alte Bahnhofstrasse 5 609361 / 191408            |              |
| 587        | BW   | Datei hochladen                                                             | Landhaus (1836)                                               | G   | Trimstein, Eichi 48 610303 / 194052              |              |
| 589        | BW   | Datei hochladen                                                             | Stöckli (1795)                                                | G   | Bernstrasse 4a 609477 / 191665                   |              |
| 618        | ja   | Datei hochladen                                                             | Ehemalige Tabakwarenfabrik (1817/1941–1943)                   | G   | Gerbegraben 4 609274 / 191892                    |              |
| 643        | BW   | Datei hochladen                                                             | Jugendheim Lory (um 1860)                                     | G   | Thunstrasse 14 609436 / 191172                   |              |
| 666        | BW   | Datei hochladen                                                             | Wohnhaus (1910)                                               | G   | Höheweg 1 609619 / 192161                        |              |
| 667        | ja   | Datei hochladen                                                             | Gasthof Ochsen (1712)                                         | G   | Bernstrasse 2 609465 / 191605                    |              |
| 761        | BW   | Datei hochladen                                                             | Gartenhäuschen (um 1900)                                      | G   | Trimstein, Dorf N.N. 610779 / 194834             |              |
| 761        | BW   | Datei hochladen                                                             | Bauernhaus (1805)                                             | G   | Trimstein, Dorfstrasse 35 610746 / 194846        |              |
| 761        | BW   | Datei hochladen                                                             | Speicher (1648)                                               | G   | Trimstein, Dorfstrasse 35c 610810 / 194831       |              |
| 762        | BW   | Datei hochladen                                                             | Ofenhaus (1745)                                               | G   | Trimstein, Dorfstrasse 34 610737 / 194865        |              |
| 768        | BW   | Datei hochladen                                                             | Wohnhaus Schönegg (1909)                                      | G   | Schöneggweg 5 609886 / 191481                    |              |
| 795        | BW   | Datei hochladen                                                             | Bauernhaus (2. Viertel 19. Jh.)                               | G   | Tägertschistrasse 12 609581 / 191514             |              |
| 817        | BW   | Datei hochladen                                                             | Bauernhaus (um 1800)                                          | G   | Trimstein, Dorfstrasse 31 610817 / 194863        |              |
| 922        | BW   | Datei hochladen                                                             | Ehemaliges Bauernhaus (um 1700)                               | G   | Trimstein, Dorfstrasse 14 610944 / 194957        |              |
| 979        | ja   | Datei hochladen                                                             | Schenk-Speicher (1725)                                        | G   | Hintergasse 11a 609619 / 191637                  |              |
| 1147       | BW   | Datei hochladen                                                             | Bauernhaus (1807)                                             | G   | Uelisbrunnenweg 1 610432 / 192235                |              |
| 1147       | BW   | Datei hochladen                                                             | Speicher (um 1800)                                            | G   | Uelisbrunnenweg 1b 610476 / 192161               |              |
| 1162       | BW   | Datei hochladen                                                             | Stöckli (1. Viertel 19. Jh.)                                  | G   | Trimstein, Kirchacker 28a 610810 / 194650        |              |
| 1197       | ja   | Datei hochladen                                                             | Ehemalige Gerberei (Ende 18. Jh.)                             | G   | Gerbegraben 6, 6a 609233 / 191874                |              |
| 1712       | BW   | Datei hochladen                                                             | Ehemaliges Bauernhaus (um 1700)                               | G   | Trimstein, Dorfstrasse 19 610926 / 194847        |              |
| 1712       | BW   | Datei hochladen                                                             | Speicher (1642)                                               | G   | Trimstein, Dorfstrasse 19a 610930 / 194823       |              |
| 1746; 3679 | BW   | Datei hochladen                                                             | Löwenscheune (frühes 19.Jh.)                                  | G   | Bernstrasse 26a, 28b 609338 / 191992             |              |
| 2197       | BW   | Datei hochladen                                                             | Villa (1968)                                                  | G   | Buchliweg 30 609954 / 190572                     |              |
| 2380       | BW   | Datei hochladen                                                             | Brunnen (Ende 19. Jh.)                                        | K   | Neue Bahnhofstrasse N.N. 609298 / 191434         |              |
| 2735       | ja   | Datei hochladen                                                             | Freizeithaus / ehemaliges Bauernhaus (um 1900)                | G   | Schlossstrasse 5 609330 / 191668                 |              |
| 2736       | ja   | Datei hochladen                                                             | Stöckli (um 1770)                                             | G   | Schlossstrasse 7 609326 / 191636                 |              |
| 2736       | BW   | Datei hochladen                                                             | Rossscheune (1782)                                            | G   | Schlossstrasse 11 609287 / 191636                |              |
| 2760       | BW   | Datei hochladen                                                             | Ehemalige Scheune mit Mühlenanbau (Ende 18. Jh.)              | G   | Schlossstrasse 8 609290 / 191682                 |              |
| 2760       | ja   | Datei hochladen                                                             | Ehemaliges Schlachthaus (1847)                                | G   | Schlossstrasse 14 609239 / 191637                |              |
| 2760       | ja   | Datei hochladen                                                             | Ehemaliger Speicher (1. Hälfte 19. Jh.)                       | G   | Schlossstrasse 18 609211 / 191593                |              |
| 3389       | BW   | Datei hochladen                                                             | Wohnhaus (1907)                                               | G   | Uelisbrunnenweg 2 610475 / 192101                |              |
| 3566       | ja   | Datei hochladen                                                             | Stöckli (1891)                                                | G   | Schulhausgasse 13 609594 / 191687                |              |
| 3748       | BW   | Datei hochladen                                                             | Ehemaliger Landsitz Neuhaus (2. Viertel 18. Jh.)              | G   | Neuhaus 1 609673 / 190017                        |              |
| 3834       | BW   | Datei hochladen                                                             | Pächterhaus (um 1800)                                         | G   | Schwand 5 609160 / 193101                        |              |
| 3902       | BW   | Datei hochladen                                                             | Restaurant Traube (2. Viertel 19. Jh.)                        | G   | Tägertschistrasse 10 609544 / 191520             |              |